# Paljuvi
Paljuvi (cyr. Паљуви) – wieś w Serbii, w okręgu kolubarskim, w gminie Ub. W 2011 roku liczyła 691 mieszkańców.